# Peugeot 405
El Peugeot 405 és un automòbil del segment D produït pel fabricant francès Peugeot. Dissenyat per l'estudi Pininfarina, es va construir a Europa entre 1987 i 1997, quan va ser substituït pel Peugeot 406. La seua producció total va anar de 2.433.734 milions d'unitats comptabilitzades fins a 1999. En els seus deu anys de vida va tenir diverses versions segons els nivells d'equipament disponibles. Així podem trobar el GL, GLi, GLD, GR, GRi, GRx4, GRX, GRD, GRDturbo, SR, SRi, SRx4, SRD, SRDturbo, ST, STi, STDturbo, Si, SXi, Mi16, Mi16x4, T16, Sillage, Signature, Style i Embassy; a més de diversos models especials com el Roland Garros, Mi16 Collection, SRi Suisse, Mi16 Le Mans, Quartz, Furia, Le Mans, Exclusive, Vendôme, Husky, Suisse, Diamant, Bolero, Top line o Privilège.

## Primera fase del 405 (1987-92)

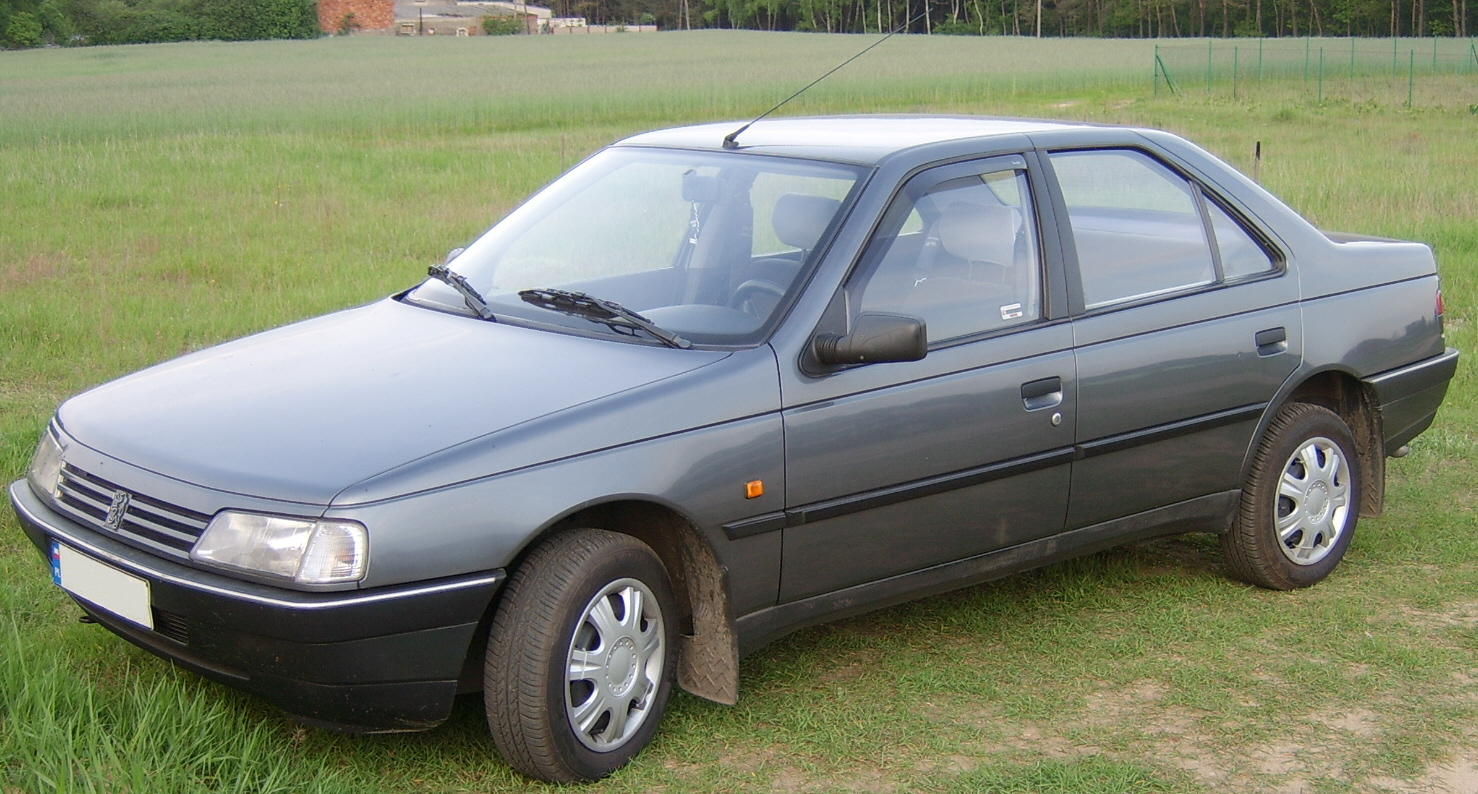
Peugeot 405 GL

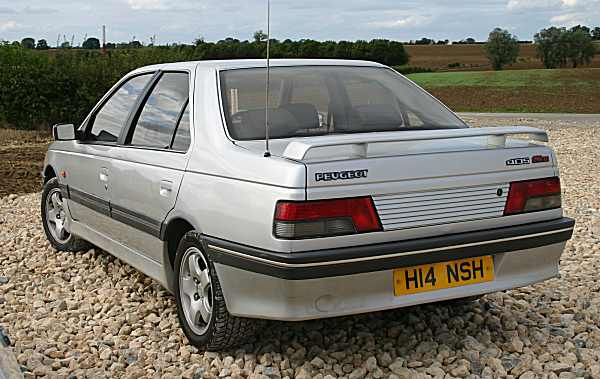
Peugeot 405 Mi 16

Al març de 1987 va ser presentat el Peugeot 405, fruit de la col·laboració entre la marca d'automòbils i el dissenyador Sergio Pininfarina, el mateix que va crear el 404; primer en versió sedan, i al maig de l'any següent en versió familiar denominada 405 Break. En 1988 fou designat Cotxe de l'Any a Europa, imposant-se al Citroën AX i al Profunda Prelude.
Originalment, els primers 405 oferts per Peugeot eren les versions GL, GR, SR i Mi16. El GL era el model més bàsic, que muntava un motor de 1360cm³ de 65cv de 4 velocitats, però en alguns països d'Europa va ser substituït per un de 1580cm³ de major potència. La versió esportiva de la gamma 405 fou el Mi16, aquest posseïa el motor XU9j4, que rendia 160cv, injecció multipunt, múltiple d'admissió de longitud variable accionat per buit i exteriorment es caracteritzava per tenir aleró del darrere, paracolps més voluminosos, faldons laterals i butaques i volant esportiu, tot de sèrie. Paral·lelament existien les versions GRi i SRi, que muntaven motors d'injecció de la mateixa cilindrada, però de menor potència.
Ja al març de 1988 arriben les motoritzacions dièsel, una de 1905cm³ de 71cv i altra turbo de 1769cm³ i 90cv, aplicant-se a tota la gamma amb les denominacions GLD, GRD, GRDturbo i SRDturbo. Com gran novetat es presenta la caixa del canvi automàtica.
En l'any 89 es presenten les versions de tracció integral GRx4 i SRx4, amb la novetat d'un pont del darrere autoanivellant hidràulicament.
En 1990 ix també la versió Mi16x4, i el GRi és substituït pel si
Un any després va aparèixer la sèrie ST com topall d'equipament, que constava del STi amb motor de 123cv i del STDturbo.
Al maig de 1991 ix a la llum la primera sèrie especial: el 405 Roland Garros. Era una versió Break limitada a 400 unitats. Es venia solament en color verd fosc metal·litzat, motor de 1905cm³ de 123cv, amb sostre solar elèctric, tapisseria de cuir blanc, tancament centralitzat amb telecomandament, retrovisors elèctrics del color de la carrosseria, amaga-equipatge i altres extres. El mateix any comença a vendre's a Suïssa el Mi16 Collection, i a l'any següent el SRi Suisse. Disponibles solament en color gris magnum metal·litzat i verd sorrento nacarat respectivament, eren igual als de sèrie però incloïen tots els extres, com netejafars, retrovisors del color de la carrosseria, tapisseria de cuir, direcció assistida, ABR o tancament centralitzat.
Per a celebrar la victòria de Peugeot en les 24 hores de Le Mans en 1992, Peugeot Suïssa va comercialitzar el Mi16 Le Mans, una sèrie limitada en color blanc meije sol diferenciable de la versió normal pels logotips de "Le Mans" i per incloure tots els extres de sèrie. També en aqueix any es va llançar a Bèlgica la versió Quartz sol disponible en sedan i en tres colors grisos, els seus úniques ressenyes eren l'aleró, el sostre solar elèctric, i en el seu interior un rellotge analògic de quars en el quadre de comandament.
| Modelo   | Año  | Motor   | Cilindrada      | Potencia   |
| GL       | 1987 | TU3 XU5 | 1360cm³ 1580cm³ | 65cv 92cv  |
| GLD      | 1988 |         | 1905cm³         | 71cv       |
| GR       | 1987 | XU5     | 1580cm³ 1905cm³ | 92cv 110cv |
| GRi/Si   | 1987 | XU5     | 1905cm³         | 125cv      |
| GR×4     | 1989 |         | 1905cm³         | 110cv      |
| GRD      | 1988 |         | 1905cm³         | 71cv       |
| GRDturbo | 1988 |         | 1769cm³         | 90cv       |
| SR       | 1987 |         | 1580cm³ 1905cm³ | 92cv 110cv |
| SRi      | 1987 |         | 1905cm³         | 125cv      |
| SR×4     | 1989 |         | 1905cm³         | 110cv      |
| SRDturbo | 1988 |         | 1769cm³         | 90cv       |
| STi      | 1991 |         | 1905cm³         | 125cv      |
| STDturbo | 1992 |         | 1769cm³         | 90cv       |
| Mi 16    | 1987 | XU9j4   | 1905cm³         | 160cv      |
| Mi 16×4  | 1990 |         | 1905cm³         | 160cv      |

En l'any 1992 es realitza una renovació del 405. Per a acabar amb els vehicles ja fabricats es realitzen les denominades sèries de "fi de carrera". El Style va substituir a la sèrie GL, el Sillage a la sèrie GR, i el Signature a la sèrie SR. Consistien en sèries que incloïen més extres però amb un menor preu. D'aquesta forma es va concloure la primera fase de Peugeot 405.

## Segona fase del 405 (1992-1997)
A la fi de l'any 91, es presenta la nova generació del 405, amb un interior completament renovat i amb grans novetats en les motoritzacions, que començaria a vendre's en 1993.
Exteriorment, en la versió sedan s'aprecia un nou sector del darrere, amb la tapa del maleter que obri a l'altura del paracolps per a major comoditat. En l'interior trobàvem un quadre de comandament totalment nou. Gran part d'eixe treball ho va realitzar Paul Bracq, el mateix que dissenyara els interiors dels Peugeot 505 i 205.
En el que correspon a motoritzacions, gran part de la gamma incorpora la injecció electrònica i el catalitzador, a causa de les normes de pol·lució, el motor 1.9 es reemplaça pel XU10 2.0 de 125cv. Aquest motor va ser usat per a les versions SRi i STi, més les sèries especials derivades d'aquests equipaments, desapareixent el Si (o GRi) i el GRx4. El motor 1.8, gràcies a la incorporació de la injecció Magneti Marelli, assoleix 103cv a pesar del catalitzador.
| Motors Fase1  | Motors Fase 2 |
| 1360cm³ 65cv  | 1360cm³ 75cv  |
| 1580cm³ 92cv  | 1580cm³ 89cv  |
| 1905cm³ 110cv | 1761cm³ 103cv |
| 1905cm³ 125cv | 1998cm³ 123cv |
| 1905cm³ 160cv | 1998cm³ 155cv |
| 1769cm³ 90cv  | 1905cm³ 92cv  |

En les versions esportives vam trobar que el Mi6 rep la motorització XU10J4, un 2.0 16v de 155cv, i com estrella de la gamma es presenta el 405 T16. Aparentment igual al Mi16, sota el capot muntava el mateix motor de 1998cm³, però turbo-alimentat, amb el que aconseguia 200cv. Amb tracció integral i amb un pont del darrere autoanivellant hidràulicament, es va convertir en la versió més cobejada.
En la gamma dièsel, vam trobar que el XUD7, és discontinuat, oferint-se entre els dièsel atmosfèrics el XUD9 per a la gamma GL, GR, SR. Com gran novetat es presenta el motor XUD9T'amb 92cv reemplaçant al XUD7T, oferint-se en tota la gamma d'equipaments.
Durant els anys següents, la gamma roman inalterada, però increïblement extensa en les possibilitats de configuracions de carrosseria/equipaments/motoritzacions/transmissions.
En 1993 una nova sèrie especial belga va eixir al carrer, el 405 Fúria. Consistia en l'adaptació a la fase 2 de la sèrie especial de l'any anterior Quartz. I una nova victòria en les 24 hores de Le Mans va donar lloc a la sèrie 405 Le Mans, limitada a 150 unitats, a Suïssa. Un Mi16 amb tots els extres, disponible solament en roig Llucifer metal·litzat, amb el logotip en diferents parts de la carrosseria i seients entapissats en cuir.
1994 va ser un any en el qual es van fabricar tres sèries especials. El 405 Exclusive estava solament disponible amb les motoritzacions més altes i disponible en qualsevol color metal·litzat. Fent referència a la cèlebre plaça parisenca i als seus joiers, el 405 Vendôme era la versió de luxe, encarregada de fer tenir paciència una clientela exigent abans del llançament del 406, amb tapisseria de vellut, decoració interior d'imitació de fusta de noguera, coixí de seguretat de conductor i per primera vegada tercera llum de fre, entre altres coses. El 405 Husky va ser l'última sèrie limitada, una versió sedan en color blau de Sèvres metal·litzat. Una edició d'hivern destacable pels seus retrovisors i seients calefactables, llums antiboira o l'indicador de temperatura exterior.
En 1995 es va tornar a posar a la venda a Suïssa l'antiga edició especial d'un SRi, el 405 Suisse, però amb l'estètica d'un Mi16 
| Model    | Any  | Motor    | Cilindrada      | Potència   |
| GL       | 1993 | TU3 XU5  | 1360cm³ 1580cm³ | 75cv 89cv  |
| GLD      | 1993 |          | 1905cm³         | 71cv       |
| GR       | 1993 | XU5      | 1580cm³ 1761cm³ | 89cv 103cv |
| GRD      | 1993 |          | 1905cm³         | 71cv       |
| GRDturbo | 1993 |          | 1905cm³         | 92cv       |
| SR       | 1993 |          | 1580cm³ 1761cm³ | 89cv 103cv |
| SRi      | 1993 |          | 1998cm³         | 123cv      |
| SR×4     | 1993 |          | 1998cm³         | 123cv      |
| SRDturbo | 1993 |          | 1905cm³         | 92cv       |
| STi      | 1993 |          | 1998cm³         | 123cv      |
| STDturbo | 1993 |          | 1905cm³         | 92cv       |
| Mi 16    | 1993 | XU10J4   | 1998cm³         | 155cv      |
| T16      | 1993 | XU10J4TE | 1998cm³         | 200cv      |

En l'any 1995 la fabricació va començar a decaure, amb la desaparició de la gamma ST, del SRx4, del Mi16 i de l'encara nou T16
Novament les versions GL, GR i SR són substituïdes per una versió de "fi de carrera", el Embassy.
Ja en 1996 cessa la producció del 405 sedan a França, sent reemplaçat pel nou Peugeot 406, i finalment en 1997 cessa també la de la versió Break.

## El 405 fora d'Europa

### Argentina
A principis dels anys 90, Argentina va obrir els seus mercats automotor a la importació de models de fora del Mercosur. El 405 començà a importar-se de França, la primera versió va ser el 405 SRi amb motor de gasolina de 123cv.
En 1992 es va crear una fàbrica que va començar a produir el SR, que un any després va ser adaptat ja a l'estil dels fase 2, afegint-se el GR. Ambdós serien substituïts posteriorment pels SRi i GRi.
En 1996 es va començar a produir el GL, i en 1997 el GLD. Eixe mateix any van començar les importacions del Peugeot 406 des de França, pel que es van adoptar per al 405 la sèries de "fi de carrera" (Style, Sillage i Signature), però en aquest cas amb menor equipament per a reduir el preu.

### Estats Units
Els 405 venuts en EUA eren importats des de França sent iguals als venuts a Europa, amb l'excepció dels paracolps. Per a adaptar-los a la normativa es necessitaven uns més grans, pel que tots els models muntaven més voluminosos que els acostumats a Europa.

### L'Iraq i Iran
En L'Iraq i Iran encara es fabrica el 405. L'empresa Iran Khodro Industrial Group produeix diversos models Renault i Peugeot. Els de Renault també es venen a Europa sota el nom de Dacia Logan. Entre els de Peugeot trobarem el 206 i el 405.
Els models disponibles són el 405 GLI, GLX i Station (Break) corresponents al tipus de la fase 2, el Peugeot RD (Roa) corresponent a un fase 1, i el Peugeot Pars.
Amb una estètica que recorda al d'un 406, el Peugeot Pars es podria considerar un fase 3, amb un interior idèntic al de la sèrie especial Vendôme. Un model que es ven sobretot a Rússia.

### Altres països
El Peugeot 405 també ha arribat a països a Àfrica, com a Zimbabwe, on l'empresa Quest ho va fabricar fins a 2002, o Egipte on se segueix fent gràcies a AAV.

## Motoritzacions
| NOM      | A&#xD1;O | CILINDRADA (cm3) | ALIMENTACI&#xD3;N            | POTÈNCIA/ESPECIF.                                                                  |
| XU9J2    | 88-92    | 1905             | Mpfi Bosch Motronic          | 125hp 9.3:1 no cat -SRI-                                                           |
| XU9J2    | 88-92    | 1905             | Mpfi Bosch Motronic          | 125hp 9.3:1 no cat                                                                 |
| XU9J2    | 89-90    | 1905             | Mpfi Motronic 1.3            | 110hp 8.35:1 (USA model)                                                           |
| TU3      | 88-90    | 1360             | Carb Weber 34TLP             | 75hp                                                                               |
| XU51C    | 88-89    | 1580             | Carb Weber36TLC,Solex34-34Z1 | 90hp -GR-                                                                          |
| XU5M3    | 93-96    | 1580             | Monopunto M. Marelli         | 90hp c/catalitzador -GLI o Sillage-                                                |
| XU52C    | 89-95    | 1580             | carb Weber34-34 Z1           | 92hp -GR-                                                                          |
| XU5JP    | 92-96    | 1580             | MPFI Bosch                   | 90hp -GLI-                                                                         |
| XUD9JA   | 92-96    | 1905             | Diesel                       | 71hp                                                                               |
| XU92C    | 89-95    | 1905             | carb Solex 34-34Z1/Z2        | 110hp -SR-                                                                         |
| XU9M     | 89-92    | 1905             | MPFI Bosch                   | 110hp                                                                              |
| XU7JP    | 92-96    | 1761             | EFI Bosch                    | 103hp -Style-                                                                      |
| XUD9TE   | 92-96    | 1905             | Diesel Turbo                 | 92hp -Signature-                                                                   |
| XU10J2C  | 92-96    | 1998             | EFI Bosch                    | 123hp -Signature- catalitzador                                                     |
| XU9J4    | 88-92    | 1998             | Mpfi Motronic                | 160hp 10.4 no cat -MI16-                                                           |
| XU9J4    | 88-90    | 1998             | Mpfi Motr 1.3                | 155hp (USA model) -MI16-                                                           |
| XU9J4Z   | 89-92    | 1905             | MPFI Bosch                   | 148hp c/catalitzador                                                               |
| XU9J2    | 89       | 1905             | MPFI Bosch                   | 125hp -SRI-                                                                        |
| XU9JAZ   | 89-92    | 1905             | MPFI Bosch                   | 123hp (autom&#xE1;tico)                                                            |
| XU10J4TE | 92-96    | 1998             | MPFI Turbo                   | 200 CV amb un sensor que rendia 220cv al pressionar l'accelerador. Conegut com T16 |